# Sisyrinchium cholewae
Sisyrinchium cholewae là một loài thực vật có hoa trong họ Diên vĩ. Loài này được Espejo, López-Ferr. & Ceja miêu tả khoa học đầu tiên năm 1999.